# ريناتو سيفيلي
ريناتو سيفيلي (مواليد 14 أكتوبر 1983 في بيوخو - الأرجنتين) لاعب كرة قدم أرجنتيني يلعب حاليا لصالح نادي الدرجة الأولى نيس الفرنسي منذ 2010 في مركز قلب الدفاع .

## روابط خارجية
- ريناتو سيفيلي على موقع اتحاد تركيا (لاعب) (الإنجليزية)
- ريناتو سيفيلي على موقع رابطة كرة القدم الفرنسية للمحترفين (الإنجليزية)
- ريناتو سيفيلي على موقع قاعدة بيانات كرة القدم.إي يو (الإنجليزية)
- ريناتو سيفيلي على موقع ليكيب (الفرنسية)
- ريناتو سيفيلي على موقع Soccerbase.com (لاعب) (الإنجليزية)
- ريناتو سيفيلي على موقع Soccerway.com (الإنجليزية)
- ريناتو سيفيلي على موقع عالم كرة القدم.نت (الإنجليزية)
- ريناتو سيفيلي على موقع كووورة
- ريناتو سيفيلي على موقع AS.com (الإسبانية)